# Ann-Sofie Hermansson
Britt Ann-Sofie "Soffan" Hermansson, född 2 oktober 1964 i Stala församling i Göteborgs och Bohus län, är en svensk socialdemokratisk politiker.
Hon tillträdde den 1 april 2016 posten som kommunstyrelsens ordförande i Göteborgs kommun, där hon efterträdde Anneli Hulthén. Hon lämnade posten den 22 november 2018 då socialdemokraterna efter valet 2018 inte längre kunde bilda ett majoritetsstyre.
Sedan 2020 arbetar Hermansson som renhållningsarbetare vid Renova.

## Biografi
Hermansson växte upp på Tjörn och flyttade 1985 till Göteborg i samband med att hon började arbeta på Volvo i Torslanda. Hon engagerade sig fackligt på arbetsplatsen och kom på den vägen in i politiken. Hon har varit ledamot av SSU:s förbundsstyrelse.
Hon studerade vid Göteborgs universitet och avlade filosofie kandidatexamen i bland annat sociologi 1994. Hermansson arbetade ett halvår på Aftonbladet, i ett och ett halvt år för Mona Sahlin på regeringskansliet, var sju år på LO i Stockholm och tjänstgjorde 2003–2008 som politisk sekreterare åt kommunalrådet Göran Johansson i Göteborg. År 2012 blev hon ombudsman för socialdemokraterna i Europaparlamentet. I den befattningen var hon stationerad i Göteborg hos IF Metall. Hon blev kommunstyrelsens ordförande i Göteborgs kommun i april 2016 och innehade denna post fram till valförlusten i september 2018.
Sedan 2020 arbetar Hermansson som renhållningsarbetare vid Renova. Hon har parallellt med det även verkat som  särskild utredare med uppdrag att se över kommuners brottsförebyggande arbete, samt som gästkolumnist på Göteborgs-Posten.

### Förtalsmål
I mars 2018 skulle Göteborgs stad visa filmen Burka Songs 2.0, som hyllar kravet att kvinnor ska bära burqa, och därefter anordna ett panelsamtal med bland andra Fatima Doubakil och Maimuna Abdullahi, talespersoner för den islamistiska Muslimska mänskliga rättighetskommittén (MMRK). I sista stund ställdes filmvisningen och panelsamtalet in med hänvisning till att panelen skulle domineras av extrema röster. I samband med detta skrev Hermansson på sin personliga blogg att Doubakil och Abdullahi utgjorde "extrema röster" och att MMRK vid flera tillfällen försvarat islamistisk terrorism. Doubakil och Abdullahi gjorde då en polisanmälan, men förundersökningen lades ned. Då valde de att väcka enskilt åtal mot Hermansson för grovt förtal; i februari 2020 friade en enig Göteborgs tingsrätt Hermansson från alla anklagelser.
Ärendet överklagades till Hovrätten för Västra Sverige och behandlades under tre dagar i september 2021. Hermansson företräddes av advokat Allan Stutzinsky med Sofie Löwenmark från Stiftelsen Doku som målsägandebiträde.
Den 30 september 2021 friade hovrätten Hermansson från grovt förtal. Motparten ska därmed betala hennes rättegångskostnader på 376 300 kronor.
I mars 2022 meddelade Högsta domstolen att man inte medger prövningstillstånd i förtalsmålet. Detta innebär således att den friande domen mot Hermansson står fast.